# Красивка (река)
Красивка — река в России, протекает в Пичаевском районе Тамбовской области. Правый приток реки Вышенки.

## География
Река Красивка берёт начало у железнодорожной станции Вернадовка. Течёт в южном направлении по открытой местности. Устье реки находится у села Питим в 13 км по правому берегу реки Вышенки. Длина реки составляет 17 км.

### Притоки
В 1,6 км от устья, по правому берегу реки впадает река Верхняя Речка.

## Данные водного реестра
По данным государственного водного реестра России относится к Окскому бассейновому округу, водохозяйственный участок реки — Цна от города Тамбов и до устья, речной подбассейн реки — Мокша. Речной бассейн реки — Ока.
Код объекта в государственном водном реестре — 09010200312110000029256.